# For You (Crystal-Kay-Album)
For You (dt. Für dich) ist das zwölfte Studioalbum der japanischen Sängerin Crystal Kay. Das Album wurde am 13. Juni 2018 in Japan veröffentlicht und debütierte in der ersten Woche auf Platz 30 mit 1.933 verkauften Einheiten in den Oricon-Charts in Japan.

## Details zum Album
For You ist Kays drittes Studioalbum unter Delicious Deli Records, einem Sub-Label von Universal Music Japan. Das Album enthält ihre Singles Sakura (サクラ), Lovin’ You, Faces und Shiawase tte. (幸せって。), wobei die letzten zwei Titel nur digital angeboten wurden. Die Lieder Forever Young und Waiting for You waren zuvor als B-Seiten der Single Sakura veröffentlicht worden. Somit enthielt das Studioalbum fünf neue Titel: Watashitachi (わたしたち), I Just Wanna Fly, Talk to Me, Summer Fever und Can’t Stop Me. Die Download-Single Faces, die im Februar 2017 erschien, war das Werbelied für den Pharmahersteller „Sawai“ in der Unternehmenspräsentation mit dem Titel „Geschichte der Innovation und Herausforderung“ (革新と挑戦の歴史). Für das Studioalbum warb hauptsächlich die Single Shiawase tte., die für das Dorama Daisy Luck von NHK als Titellied verwendet wurde und zuvor im April 2018 auch nur als Download-Single erschien. Bei dem Lied Forever Young handelt es sich um eine japanischsprachigeCover-Version des gleichnamigen Titels von Alphaville.
Als limitierte Version kam das Studioalbum in einer CD+DVD-Version daher, die eine DVD enthielt, auf der sich die Musikvideos zu Sakura und Lovin’ You befanden, zudem auch ein Konzert mit einer Laufzeit von mehr als 100 Minuten unter dem Titel Crystal Kay Live Tour 2016 "Shine" @Club Citta' 2016.3.23 enthalten war.
- Katalognummern – Reguläre CD-Version: UICV-1097[3] Limitierte CD+DVD-Version: UICV-9284.[4]

## Titelliste

### CD
| #   | Titel                    | Übersetzung               | Länge |
| --- | ------------------------ | ------------------------- | ----- |
| 1.  | Shiawase tte. 幸せって。 | Du bist glücklich.        | 4:19  |
| 2.  | Watashitachi わたしたち  | Wir                       | 4:24  |
| 3.  | I Just Wanna Fly         | Ich will nur fliegen      | 4:16  |
| 4.  | Talk to Me               | Rede mit mir              | 3:32  |
| 5.  | Summer Fever             | Sommerfieber              | 3:31  |
| 6.  | Can’t Stop Me            | Kann mich nicht aufhalten | 5:06  |
| 7.  | Forever Young            | Für ewig jung             | 3:30  |
| 8.  | Lovin’ You               | Dich lieben               | 4:35  |
| 9.  | Faces                    | Gesichter                 | 5:03  |
| 10. | Sakura サクラ            | Kirschbaum                | 4:16  |
| 11. | Waiting for You          | Auf dich wartend          | 3:15  |

### DVD
| #  | Titel                                                     | Anmerkung    |
| -- | --------------------------------------------------------- | ------------ |
| 1. | Crystal Kay Live Tour 2016 "Shine" @Club Citta' 2016.3.23 | Konzertvideo |
| 2. | Sakura                                                    | Musikvideo   |
| 3. | Lovin’ You                                                | Musikvideo   |

## Charts und Verkaufszahlen

### Charts
| Charts                           | Höchstplatzierung |
| -------------------------------- | ----------------- |
| Wöchentliche Oricon Album-Charts | 30                |

### Verkaufszahlen
| Charts              | Erste Woche | Insgesamt | Charts-Aufenthalt |
| ------------------- | ----------- | --------- | ----------------- |
| Oricon Album-Charts | 1.933       | 3.691     | Vier Wochen       |